# Харківські реальні училища

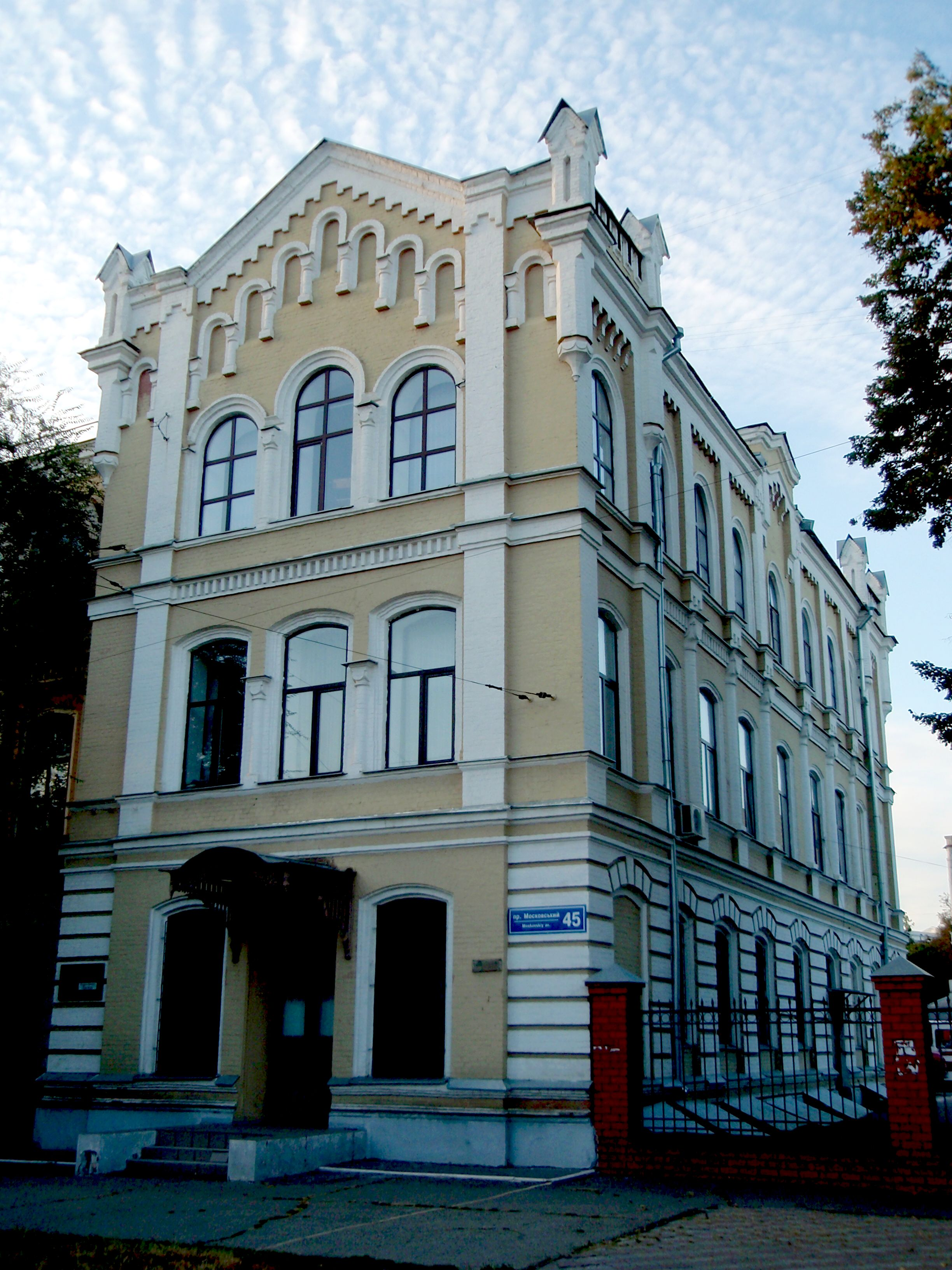

Перше харківське реальне училище - середній навчальний заклад у Харкові  з семирічним курсом навчання.
Відкрилося в 1873 році в будинку нащадків відомого харківського купця Костюрина на колишній Кінній вулиці (вул. Богдана Хмельницького).
У 1874 році кількість бажаючих навчатися збільшилася настільки, що прийшлося відкривати пералельні класи. Опікунська рада училища орендувала для навчання ще один будинок.
А вже у 1875 році для реального училища на замовлення губернського земства, яке виділило на будівництво 80 тисяч карбованців розпочали будівництво спеціальної споруди, автором проєкту якої став земський архітектор К.А.Толкунов.
Для училища міська влада виділила 30 тисяч карбованців та надала безкоштовно землю на колишньому Вознесенську майдані (нині майдан Фейєрбаха, Московський просп., 45).
Будівництво тривало два роки. У травні 1875 року будівлю було закладено, а наприкінці осені над великою
трьохповерховою спорудою возвели дах.
У серпні 1877 року відбулося освячення найкращої для того часу шкільної будівлі у Харкові.
Нині в цій будівлі знаходиться Навчально-науковий інститут мехатроніки та систем менеджменту і Наукова бібліотека Харківського національного технічного університету сільського господарства імені Петра Василенка.
Будівля є пам’яткою архітектури, що знаходиться під охороною держави (охоронний номер 357).
У 1880 році для задоволення потреб виробництва кількість учнів Харківського реального училища зросла вдвічі.
У 1879 році при сьомому класі училища відкрито хіміко-технічне відділення.
В навчальному плані училища були такі дисципліни: малювання, креслення, загальна та прикладна механіку, загальна та аналітична хімія, геодезія, математика та фізика (посиленний курс), природознавство. Загальноосвітні дісциплини викладали у скороченому обсязі. Латинська та грецька мови не вивчались, але велика увага приділялась вивченню французької та німецької.
Для підтримки фізичного здоров'я учнів відкрили два гімнастичних зали.
Після закінчення чотирьох класів реального училища юнаки мали можливість вступити до юнкерського училища.
Випускники 6 класу одержували повну загальну освіту і мали можливість навчатися у середньому технічному училищі, а випускники 7 класу продовжували освіту у вищій технічній школі.
Учні, які мали труднощі із вивченням математики вступали до комерційних відділень реальних училищ, де готували службовців з торговельної справи, бухгалтерів та працівників контор.
Випускники реального училища не мали можливості отримати подальшу освіту за обраним фахом до відкриття у Харкові Технологічного інституту (1885).
За перші тридцять років існування 1200 учнів пройшли повний курс реального училища.
На початку XX століття в Харкові відкрилися ще два реальних училища.
Друге училище орендувало приміщення в дворовому крилі будівлі Комерційного училища на Пушкінській вулиці, 81, будівля іншого (на Пушкінській, 69) - не збереглася.
Харківське комерційне училище імператора Олександра III відкрило двері для першого набору учнів у 1893 році.  Переможцем архітектурного конкурсу на проєкт будівлі  у 1889 році визнали випускника Академії мистецтв, майбутнього академіка архітектури О.М.Бекетова.
До 1915 року у Харківській губернії було 7 реальних училищ, 2 комерційних. У Харкові - одне реальне та одне комерційне училище.